# Sainte-Marie-en-Chaux
Sainte-Marie-en-Chaux ist eine Gemeinde im französischen Département Haute-Saône in der Region Bourgogne-Franche-Comté.

## Geographie
Sainte-Marie-en-Chaux liegt auf einer Höhe von 256 m über dem Meeresspiegel, sechs Kilometer westsüdwestlich von Luxeuil-les-Bains und etwa 22 Kilometer nordöstlich der Stadt Vesoul (Luftlinie). Das Dorf erstreckt sich im nördlichen Teil des Departements, in der Ebene von Luxeuil westlich der Vogesen, östlich der Lanterne.
Die Fläche des 2,43 km² großen Gemeindegebiets umfasst einen Abschnitt der Ebene von Luxeuil. Von Südosten nach Nordwesten wird das Gebiet von der Lanterne durchflossen, die mehrere Windungen zeichnet. Die Alluvialebene liegt durchschnittlich auf 255 m und wird überwiegend landwirtschaftlich genutzt. Nach Nordwesten erstreckt sich das Gemeindeareal mit einem schmalen Zipfel bis zur bewaldeten Anhöhe des Mont Marot. Mit 287 m wird hier die höchste Erhebung von Sainte-Marie-en-Chaux erreicht. Sie ist teils aus Buntsandstein der unteren Trias, teils aus kalkigen und sandig-mergeligen Sedimenten der Lias (Unterjura) aufgebaut.
Nachbargemeinden von Sainte-Marie-en-Chaux sind Ormoiche im Norden, Breuches im Osten, Villers-lès-Luxeuil im Süden sowie Abelcourt im Westen.

## Geschichte
Erstmals urkundlich erwähnt wird Sainte-Marie-en-Chaux im Jahr 1156. Im Mittelalter gehörte das Dorf zur Freigrafschaft Burgund und darin zum Gebiet des Bailliage d’Amont. Die lokale Herrschaft hatten die Herren von Auxelles inne. Zusammen mit der Franche-Comté gelangte das Dorf mit dem Frieden von Nimwegen 1678 definitiv an Frankreich. Seit 2016 ist Sainte-Marie-en-Chaux Mitglied des 42 Ortschaften umfassenden Gemeindeverbandes Communauté de communes du Triangle Vert.

## Sehenswürdigkeiten
Die Dorfkirche von Sainte-Marie-en-Chaux wurde im 19. Jahrhundert weitgehend neu erbaut. Sie besitzt ein Portal im Flamboyantstil, ein Taufbecken aus dem 16. Jahrhundert, Mobiliar und Flachreliefs aus dem 18. Jahrhundert sowie Wandmalereien von 1910. An der Straße nach Breuches steht ein gotisches Wegkreuz (15. Jahrhundert). Das älteste erhaltene Haus des Dorfes wurde zu Beginn des 17. Jahrhunderts erbaut und kürzlich restauriert.

## Bevölkerung
Mit 161 Einwohnern (1. Januar 2022) gehört Sainte-Marie-en-Chaux zu den kleinen Gemeinden des Département Haute-Saône. Nachdem die Einwohnerzahl in der ersten Hälfte des 20. Jahrhunderts deutlich abgenommen hatte (1881 wurden noch 223 Personen gezählt), wurde seit Mitte der 1970er Jahre wieder ein leichtes Bevölkerungswachstum verzeichnet.
| Einwohner                  | 109 | 122 | 114 | 123 | 121 | 162 | 164 |
| Quellen: Cassini und INSEE |     |     |     |     |     |     |     |

## Wirtschaft und Infrastruktur
Sainte-Marie-en-Chaux war bis weit ins 20. Jahrhundert hinein ein vorwiegend durch die Landwirtschaft (Ackerbau, Obstbau und Viehzucht) geprägtes Dorf. Die Wasserkraft der Lanterne wurde früher für den Betrieb einer Mühle (Moulin de la Faille) genutzt. Heute gibt es einige Betriebe des lokalen Kleingewerbes. In den letzten Jahrzehnten hat sich das Dorf zu einer Wohngemeinde gewandelt. Viele Erwerbstätige sind deshalb Wegpendler, die in den größeren Ortschaften der Umgebung ihrer Arbeit nachgehen.
Die Ortschaft liegt abseits der größeren Durchgangsachsen an einer Departementsstraße, die von Luxeuil-les-Bains nach Faverney führt. Weitere Straßenverbindungen bestehen mit Éhuns und Baudoncourt.